# Arcipelago Patagonico
L'arcipelago Patagonico è un arcipelago che comprende numerose isole sulla costa occidentale e su quella meridionale della Patagonia. Queste isole, ad eccezione di quelle della Terra del Fuoco e di alcune isole argentine dell'Oceano Atlantico, appartengono principalmente al Cile e si trovano nell'Oceano Pacifico.

L'arcipelago Patagonico comprende a sua volte altri arcipelaghi minori che sono:
- Arcipelago Guaitecas
- Arcipelago Guayaneco
- Arcipelago dei Chonos
- Arcipelago Campana
- Arcipelago della Regina Adelaide
- Terra del Fuoco
- Isole Hermite
- Isole Ildefonso
- Isole Wollaston
- Isole Diego Ramírez